# Софијска област
Софијска област (буг. Софийска област) се налази у западном делу Бугарске. Ова област заузима површину од 7,059 km² и има 273.240 становника. Административни центар Софијске области је град Софија.

## Списак насељених места у Софијској области
Градови су подебљани

### Општина Божуриште
Божуриште,
Гурмазово,
Дељан,
Златуша,
Мала Раковица,
Пожарево,
Пролеша,
Росоман,
Хераково,
Храбарско

### Општина Ботевград
Боженица,
Ботевград,
Врачеш,
Гурково,
Еловдол,
Краево,
Липница,
Литаково,
Новачене,
Радотина,
Рашково,
Скравена,
Трудовец

### Општина Годеч
Бракјовци,
Букоровци,
Брља,
Врдловци,
Врбница,
Гинци,
Годеч,
Голеш,
Губеш,
Каленовци,
Комштица,
Лопушња,
Мургаш,
Равна,
Разбоиште,
Ропот,
Смолча,
Станинци,
Туден,
Шума

### Општина Горња Малина
Априлово,
Бајлово,
Белопопци,
Гајтанево,
Горња Малина,
Горно Камарци,
Доња Малина,
Долно Камарци,
Макоцево,
Негушево,
Осоица,
Саранци,
Стргел,
Чеканчево

### Општина Драгоман
Беренде,
Беренде Извор,
Василовци,
Вишан,
Владиславци,
Габер,
Големо Малово,
Горњо Село,
Грлска Падина,
Доња Невља,
Доњо Ново Село,
Драгоил,
Драгоман,
Дреатин,
Калотина,
Камбелевци,
Круша,
Летница,
Липинци,
Мало Малово,
Начево,
Неделиште,
Несла,
Ново Брдо,
Прекрсте,
Рајановци,
Табан,
Цацаровци,
Црклевци,
Чеканец,
Чепрлинци,
Чорул,
Чуковезер,
Јалботина

### Општина Елин Пелин
Богданлија,
Габра,
Голема Раковица,
Григорево,
гара Елин Пелин,
Доганово,
Елин Пелин,
Елешница,
Караполци,
Крушовица,
Лесново,
Мусачево,
Нови Хан,
Огњаново,
Петково,
Потоп,
Равно Поље,
Столник,
Чурек

### Општина Ихтиман
Баљовци,
Белица
Боерица,
Борика,
Бузјаковци,
Брдо,
Вакарел,
Венковец,
Веринско,
Гроздјовци,
Џамузовци,
Живково,
Ихтиман,
Костадинкино,
Љубница,
Мечковци,
Мирово,
Мухово,
Пановци,
Пауново,
Пољанци,
Поповци,
Ражана,
Сељанин,
Средиштна,
Стамболово,
Суевци,
Черњово

### Општина Јетрополе
Бојковец,
Брусен,
Горунака,
Јетропоље,
Лопјан,
Лага,
Мали Искар,
Оселна,
Рибарица,
Јамна

### Општина Копривштица
Копривштица

### Општина Костенец
Голак,
Горња Василица,
Костенец,
Костенец (село),
Очуша,
Подгорие,
Пчелин

### Општина Костинброд
Безден,
Беледие Хан,
Богјовци,
Бучин Проход,
Гољановци,
Градец,
Драговиштица,
Дреново,
Дрмша,
Костинброд,
Опицвет,
Петарч,
Понор,
Царичина,
Чибаовци,

### Општина Правец
Видраре,
Џурово,
Калугерово,
Манаселска Река,
Осиковица,
Осиковска Лакавица,
Правец,
Правешка Лакавица,
Равниште,
Разлив,
Своде

### Општина Самоков
Алино,
Бели Искар,
Белчин,
Белчински Бањи,
Говедарци,
Горњи Окол,
Гуцал,
Доњи Окол,
Доспеј,
Драгушиново,
Злокучене,
Клисура,
Ковачевци,
Лисец,
Маџаре,
Мала Црква,
Марица,
Ново Село,
Поповјане,
Продановци,
Радуил,
Рајово,
Рељово,
Самоков,
Шипочане,
Широки Дол,
Јаребковица,
Јарлово

### Општина Своге
Бакјово,
Батулија,
Бов,
Брезе,
Брезовдол,
Буковец,
Владо Тричков,
Габровница,
гара Бов,
гара Лакатник,
Губислав,
Добравица,
Добрчин,
Дружево,
Еленов Дол,
Желен,
Завидовци,
Заноге,
Заселе,
Зимевица,
Искрец,
Лакатник,
Лесковдол,
Луково,
Миланово,
Огоја,
Оплетња,
Осеновлаг,
Реброво,
Редина,
Ромча,
Свидња,
Своге,
Томпсан,
Церецел,
Церово,
Јабланица

### Општина Сливница
Алдомировци,
Бахалин,
Братушково,
Брложница,
Гургуљат,
Галабовци,
Драготинци,
Извор,
Пиштане,
Повалираж,
Радуловци,
Ракита,
Сливница

### Општина Златица
Златица,
Карлиево,
Петрич,
Црквиште

### Општина Антон
Антон 

### Општина Пирдоп
Душанци,
Пирдоп

### Општина Мирково
Бенковски,
Брестака,
Буново,
Каменица,
Мирково,
Смолско,
Хврчил

### Општина Чавдар
Чавдар

### Општина Челопеч
Челопеч

### Општина Доња Бања
Доња Бања